# Mike Portnoy
Michael "Mike" Stephen Portnoy, (New York, New York, SAD, 20. travnja 1967.), američki je bubnjar i jedan od osnivača progresivnog metal sastava Dream Theater. Također je poznat po radu sa sastavima Transatlantic, Avenged Sevenfold i Liquid Tension Experiment. Portnoy je ujedno i drugi najmlađi bubnjar uvršten u kuću slavnih rock bubnjara (poslije Neila Pearta) s navršenih 37 godina života.

## Životopis
Portnoy je odrastao u okrugu Long Beach u New Yorku, gdje je svoje zanimanje za glazbu pokazao u ranim godinama života. Njegov otac, Howard Portnoy, bio je rock n' roll DJ te je Mike od njega naslijedio ljubav prema glazbi. Također, Mike je posjedovao veliku kolekciju albuma poznatih rock izvođača, a najdraži sastavi bili su mu The Beatles i Kiss.
Iako je bio samouk bubnjar, Portnoy je išao na instrukcije iz glazbene teorije tijekom srednje škole. Tijekom tog perioda svirao je s više sastava, a sa sastavin Inner Sanctum izdao je i album. Portnoy je nakon toga napustio sastav te pomoću školarine kojom je nagrađen se upisao na glazbeno sveučilište Berklee College of Music u Bostonu. Upravo je tamo upoznao Johna Petruccija i Johna Myunga, buduće članove sastava Dream Theater. Trojica su 1985. godine osnovali sastav Majesty te su se ispisali s fakulteta kako bi se u potpunosti posvetili glazbenoj karijeri. 
Osim s Dream Theaterom, Portnoy je surađivao s brojnim rock i heavy metal izvođačima. Trenutačno je bubnjar sastava The Winery Dogs, a surađivao je i s glazbenicima Neilom Morseom, Johnom Archom i sastavima Avenged Sevenfold, OSI i Adrenaline Mob.
Kao glazbenike koji su najviše utjecali na njegov stil sviranja navodi Neila Pearta iz sastava Rush i Franka Zappu, a od ostalih ističe poznate bubnjare: Terry Bozzio, Vinnie Colaiuta, Simon Philips, John Bonham i Keith Moon. Od glazbenih sastava to su The Beatles, Queen, Yes, Metallica, Jellyfish, Iron Maiden, U2 i Jane's Addiction.

## Diskografija

#### Transatlantic
- SMPT:e (2000.)
- Live in America (2001.)
- Bridge Across Forever (2001.)
- Transatlantic Demos by Neal Morse (2003.)
- SMPT:e (2003.)
- Live in Europe (2003.)

#### Liquid Tension Experiment
- Liquid Tension Experiment (1998.)
- Liquid Tension Experiment 2 (1999.)
- Spontaneous Combustion (2007.)
- When the Keyboard Breaks: Live in Chicago (2009.)

#### OSI
- Office of Strategic Influence (2003.)
- Free (2006.)
- re:free (2006.)

#### Neal Morse
- Testimony (2003.)
- One (2004.)
- Testimony Live DVD (2004.)
- ? (2005.)
- Cover to Cover (2006.)
- Sola Scriptura (2007.)
- Lifeline (2008.)

#### John Arch
- A Twist of Fate (2003.)

#### Avenged Sevenfold
- Nightmare (2010.)

#### Napomene
1. ↑  Mike Portnoy inducted into the Modern Drummer Hall of Fame!. Službene stranice sastava (engleski). 16. svibnja 2004. Inačica izvorne stranice arhivirana 22. prosinca 2008. Pristupljeno 13. rujna 2009.

## Vanjske poveznice

### Službene stranice
- Mike Portnoy - službene stranice  Arhivirana inačica izvorne stranice od 5. srpnja 2020. (Wayback Machine) (engl.)
- Dream Theater - službene stranice (engl.)